# Alfred Wirth
Alfred Wirth (* 5. März 1875 in Osternienburg; † 24. August 1965 in Dessau) war ein deutscher Germanist und Volkskundler.

## Leben
Alfred Wirth wurde in Osternienburg geboren und besuchte dort sowie in der nahegelegenen Kreisstadt Köthen (Anhalt) die Schule. Sein Studium der Germanistik und neueren Sprachen absolvierte er ab 1894 in Freiburg im Breisgau, Halle (Saale) und Paris. Seit seinem Studium war er Mitglied der Burschenschaft Alemannia Freiburg. Seine Dissertation aus dem Jahr 1897 trägt den Titel Formelhafte und typische Elemente in der schottisch-englischen Volksballade und zeigt damit sein bereits vorhandenes Interesse an der Verbindung von Literaturwissenschaft und Volkskunde. Seit dem Jahr 1902 war er Oberlehrer am Karls-Realgymnasium in Bernburg und beschäftigte sich zunächst weiter mit seinem Dissertationsthema, zu dem er mehrere Bücher veröffentlichte. Zusammen mit Otto Böckel publizierte er 1907 zur Psychologie der Volksdichtung in der Zeitschrift für den deutschen Unterricht.
Während des Ersten Weltkrieges veröffentlichte er mehrere Erlebnisberichte aus Frankreich. Im Jahr 1917 wurde er in die Hauptstadt Anhalts nach Dessau berufen, um dort die Friedrich-Oberrealschule zu leiten. Die Volkskunde Anhalts wurde fortan sein Hauptthema. Nach dem Weltkrieg betrieb er in Zusammenarbeit mit Kollegen und Schülern umfassende Recherchen zu Bräuchen, Sagen und lokalen Besonderheiten. Er veröffentlichte zahlreiche Artikel in Zeitungen und Zeitschriften, etwa in der Zeitschrift des Vereins für Volkskunde oder im Heimatkalender für den Kreis Bernburg (Die Maie im anhaltischen Volksbrauch, 1926; Büßformeln. Ein Kapitel aus der Volksheilkunde in Anhalt, 1931), und schrieb darauf aufbauend die als Standardwerk geltende Anhaltische Volkskunde (1932). Im Rahmen der Beiträge zur Volkskunde in Anhalt veröffentlichte Wirth in den frühen 1920er Jahren mehrere Hefte sowie 1925 in der Reihe Landschaftliche Volkslieder mit Bildern und Weisen die Ausgabe Anhaltische Volkslieder. Zudem wirkte er an der kurzlebigen, in Leipzig von Paul Zinck, Fritz Krause u. a. herausgegebenen Reihe Mitteldeutsche Blätter für Volkskunde als Bearbeiter mit.
Wirth steuerte Artikel für das Handwörterbuch des deutschen Aberglaubens bei und wurde 1929 Leiter der Sammelstelle Anhalt für den Atlas der deutschen Volkskunde und konnte so eine umfassende Fragebogenaktion durchführen, bei der er von mehr als 200 Mitarbeitern unterstützt wurde. Aufbauend auf der Volkskunde und den Beiträgen sowie den verschickten Fragebögen der Sammelstelle veröffentlichte er weitere Werke unter dem Titel Neue Beiträge zur anhaltischen Volkskunde. Seine Artikel in Zeitschriften wurden teils auch erneut als Sonderdrucke veröffentlicht. Dazu zählen z. B. die Studien zu Wilhelm Müller (Dessau 1929), Das Lied vom kleinen Trompeter (1941) oder Alte Dessauer Volksliedsammler (Berlin 1958).
Als Mitglied im Verband deutscher Vereine für Volkskunde, einem Vorgänger der Deutschen Gesellschaft für Empirische Kulturwissenschaft, geriet er zunehmend in Konflikt mit der NSDAP und wurde daher im Jahr 1937 zwangspensioniert, konnte aber weiterhin Beiträge veröffentlichen, etwa 1938 Bernburg im Volksreim und der Bernburger Heelechrist, 1940 Die Anhaltische Volksliedersammlung, je in den Anhaltischen Geschichtsblättern des Vereins für Anhaltische Geschichte und Altertumskunde (heute Verein für Anhaltische Landeskunde), oder 1941 Die Monatssäule in der Schloßkirche zu Nienburg a. d. Saale in Volk und Reich.
Nach dem Zweiten Weltkrieg trat er weiter mit volkskundlichen Artikeln und Büchern in Erscheinung, etwa 1947 Zur Geschichte der Weihnachts- und Neujahrsbräuche in Anhalt im Niederdeutschen Jahrbuch für Volkskunde, 1954 Fastnachten in Anhalt oder 1957 Stein- und Sühnekreuze in Anhalt (je im Dessauer Kulturspiegel). Er arbeitete am Liederdeutschen Jahrbuch für Volkskunde (1947), am Zentralen Volksliedarchiv (1953) und in der Kommission Atlas für deutsche Volkskunde am Institut für Volkskunde der Deutschen Akademie der Wissenschaften zu Berlin (1955) mit. Zudem veröffentlichte er die Übersicht über die wichtigste Literatur zur Volkskunde und Volkskunst von Sachsen-Anhalt (Berlin 1953).

## Ehrungen und Nachwirkung
In Dessau wurde die Wirthstraße nach ihm benannt. Die Grundschule in Osternienburg trägt den Namen Alfred Wirth. Anlässlich seines 90. Geburtstages sowie seines Todes erschienen 1965 verschiedene Artikel über Wirth, darunter in der LDZ und dem Deutschen Jahrbuch für Volkskunde. Außerdem veröffentlichte der Bund Alter Freiburger Alemannen die Festschrift Alfred Wirth zum 90. Geburtstag (1965). Ehrenvorsitzender der Burschenschaft Alemannia zu Freiburg.
Im Jahr 1992 veröffentlichte die Mitteldeutsche Zeitung posthum eine 20-teilige Artikelserie Wirths unter dem Titel Menschen, wie Wäschke sie einst beschrieb. Osternienburg, ein mitteldeutsches Dorf im Wandel der Zeit zwischen 1880 und 1945. An seinem Geburtshaus in Osternienburg sowie an der dortigen Grundschule wurden im Jahr 2020 jeweils Plaketten angebracht, die an ihn erinnern sollen. Das Landesarchiv Sachsen-Anhalt bewahrt 4,7 Laufmeter der Bestände Wirths auf.

## Werke (Auswahl)
- Formelhafte und typische Elemente in der schottisch-englischen Volksballade, Kaemmerer, Halle 1897.
- Typische Züge in der schottisch-englischen Volksballade, Bd. 1, Druck A. Meyer, Bernburg 1903; Bd. 2, Schwarzenberger, Bernburg 1907.
- Tod und Grab in der schottisch-englischen Volksballade. Eine Studie zum Volkslied, Schwarzenberger, Bernburg 1914.
- Bei der Reservedivision Graf von Schwerin (Schaffsteins grüne Bändchen; 67), Schaffstein, Cöln ca. 1917.
- Von der Saale zur Aisne. Kriegstagebuchblätter (Hesses Volksbücherei; 1066), Hesse & Becker, Leipzig ca. 1915.
- An der Aisne. Bilder aus dem Stellungskampf (Hesses Volksbücherei; 1067), Hesse & Becker, Leipzig ca. 1915.
- Reste des Geisterglaubens (Beiträge zur Volkskunde in Anhalt; 1), C. Dünnhaupt Verlag, Dessau ca. 1923.
- Die Hauptstufen des menschlichen Lebens. Geburt und Taufe, Verlobung und Hochzeit, Tod und Grab (Beiträge zur Volkskunde in Anhalt; 2/3), C. Dünnhaupt Verlag, Dessau ca. 1923.
- Das deutsche Volkslied (Deutsche Schulausgaben; 110), Ehlermann, Leipzig/Dresden/Berlin ca. 1923.
- Die Tiere im Brauch, Glauben und Volksreim (Beiträge zur Volkskunde in Anhalt; 4/5), C. Dünnhaupt Verlag, Dessau ca. 1924.
- Die Pflanzen im Brauch, Glauben und Volksreim (Beiträge zur Volkskunde in Anhalt; 6/7), C. Dünnhaupt Verlag, Dessau ca. 1924.
- (mit Georg Heil) Anhaltische Volkslieder mit Bildern und Weisen, Bärenreiter, Kassel 1925.
- Aus dem Seelenleben im deutschen Soldatenlied, C. Dünnhaupt Verlag, Dessau 1925.
- Dorfheimat. Erinnerungen und Bilder, Verlag der Anhaltischen Rundschau, Dessau 1928.
- In der Südwestecke des Reiches. Bilder und Erinnerungen von Alfred Wirth, C. Dünnhaupt Verlag, Dessau ca. 1930.
- Anhaltische Volkskunde, C. Dünnhaupt Verlag, Dessau 1932 (Reprint: Naumburger Verlagsanstalt 2003).
- English and Scottish popular ballads (Diesterwegs neusprachliche Lesehefte; 209), Diesterweg, Frankfurt a. M. 1932.
- (Hrsg.) Geschichte der Freiburger Burschenschaft Alemannia, 1860–1935, Freiburg 1935.
- (Hrsg.) Geschichte der Freiburger Burschenschaft Alemannia, 1860–1950, Freiburg 1954.
- Neue Beiträge zur anhaltischen Volkskunde. Auf Grund der Ergebnisse der ersten 3 Fragebogen zum Atlas der deutschen Volkskunde (Schriftenreihe des Köthener Heimatmuseums; 14), Verlag des Heimatmuseums, Köthen 1934.
- Neue Beiträge zur anhaltischen Volkskunde. Auf Grund der Ergebnisse der Fragebogen 4 und 5 zum Atlas der deutschen Volkskunde, Hofmeister, Leipzig 1956.